# 中信軍用級無人船
中信軍用級無人船（簡稱中信無人船），為中信造船研發打造之軍用級無人水面載具，專為中華民國海軍打造的無人船。

## 船體
中信無人船全黑塗裝，畫著金色線條的船體長16.5米，船寬3.8米，型深2.15米，吃水1米，前方為多功能艙間，後方則有一個大平台。最高航速30節（每小時56公里），油箱容量1300公升，滿載排水量20噸，續航力達300海里（約555公里）以上。

## 性能
船上配有國產雷達和天線，可利用AI技術自主航行，在沒有GPS與通信設備輔助的情況下，仍可以以電腦運算自行返航。。